# ويزردز أوف ويفرلي بليس
سحرة حي ويفرلي (بالإنجليزية: Wizards of Waverly Place)‏ هو مسلسل كوميدي عائلي من إنتاج قناة ديزني. عرض من 12 أكتوبر 2007 إلى 6 يناير 2012، ثم عرضت حلقة خاصة مدة ساعة في 15 مارس 2013.
المسلسل يتم تقديم مشاركات سيلينا غوميز، ديفيد هنري وجايك أوستن حيث الأشقاء الثلاثة لديهم قدرات سحرية.
ويزاردز ويفرلي بليس هو أكثر برنامج مشاهدة لقناة ديزني حيث بلغ عدد مشاهدات الحلقة الاخيرة 10 ملايين في الولايات المتحدة الأمريكية، وهو أول برنامج لديزني يفوز بثلاث جوائز ايمي.

## وصلات خارجية
- ويزردز أوف ويفرلي بليس على موقع IMDb (الإنجليزية)
- ويزردز أوف ويفرلي بليس على موقع ميتاكريتيك (الإنجليزية)
- ويزردز أوف ويفرلي بليس على موقع الموسوعة البريطانية (الإنجليزية)
- ويزردز أوف ويفرلي بليس على موقع روتن توميتوز (الإنجليزية)
- ويزردز أوف ويفرلي بليس على موقع ميوزك برينز (الإنجليزية)
- ويزردز أوف ويفرلي بليس على موقع أول موفي (الإنجليزية)
- ويزردز أوف ويفرلي بليس على موقع فيلمافينيتي (الإسبانية)
- ويزردز أوف ويفرلي بليس على موقع كينوبويسك (الروسية)
- ويزردز أوف ويفرلي بليس على موقع ألو سيني (الفرنسية)
- ويزردز أوف ويفرلي بليس على موقع قاعدة بيانات الفيلم (الإنجليزية)
- الموقع الرسمي